# Zaccaria Giacometti

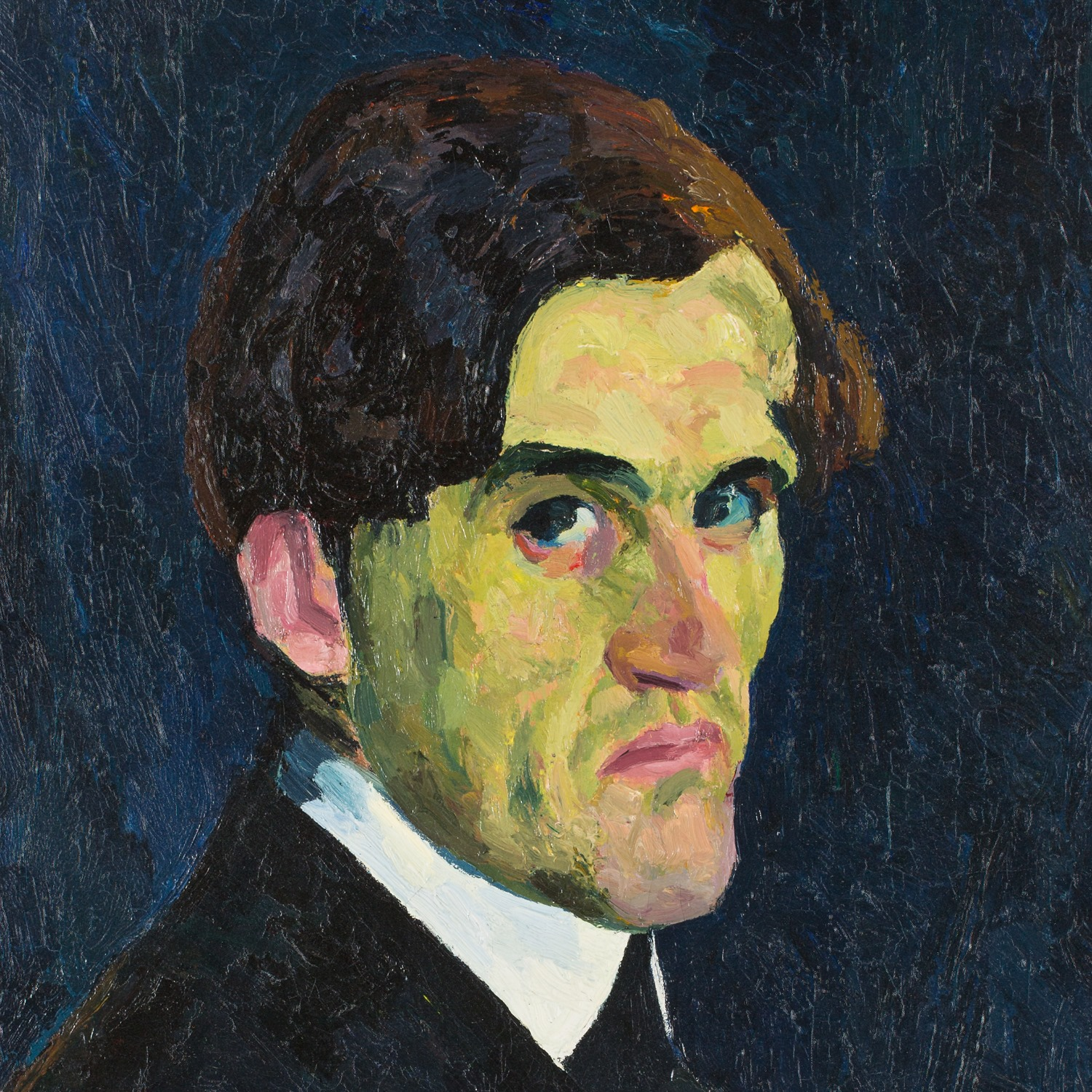
Zaccaria Giacometti von Giovanni Giacometti (um 1915)

Zaccaria Giacometti (* 26. September 1893 in Stampa, Kanton Graubünden; † 10. August 1970 in Zürich; heimatberechtigt in Stampa) war ein Schweizer Rechtswissenschaftler und liberal-demokratischer Staatsdenker.

## Leben

### Kindheit in der Künstlerfamilie Giacometti
Zaccaria Giacometti wurde 1893 als zweiter Sohn des Lehrers Zaccaria Giacometti (1856–1897) und der Cornelia Stampa (1868–1905) in Stampa im Bergell geboren. Im Alter von zwölf Jahren war er Vollwaise. Der vier Jahre ältere Bruder Cornelio und Zaccaria fanden nach dem Tod ihrer Mutter bei Rodolfo Baldini, Bruder der Grossmutter mütterlicherseits, Pflege und Unterkunft.
Zaccaria war mit allen Giacometti-Künstlern über die mütterliche und väterliche Linie verwandt: Giovanni Giacometti (1868–1933) war ein Cousin zweiten Grades und Giovannis Ehefrau Annetta war Zaccarias Tante. Annettas Söhne Alberto (1901–1966), Diego (1902–1985) und der Architekt Bruno (1907–2012) waren Cousins von Zaccaria. Er wuchs zusammen mit ihnen sozusagen als «älterer Bruder» auf.
Dies hatte zur Folge, dass es sonst wohl keinen Staatsrechtsprofessor gibt, den berühmte Künstler so häufig porträtiert haben. Giovanni hatte verschiedene Ölbilder und eine Tuschezeichnung von Zaccaria angefertigt, der junge Alberto hatte den älteren Cousin zu Übungszwecken porträtiert.
Die verstorbenen Eltern und eine Grossmutter hinterliessen den beiden Knaben ein ansehnliches Vermögen, das eine entsprechende Ausbildung ermöglichte. Zaccaria Giacometti verliess das Bergell im Alter von 14 Jahren. Er trat 1907 in das Internat der Evangelischen Lehranstalt in Schiers ein und besuchte das dortige Gymnasium, das er an Ostern 1914 mit der Matura verliess. Zaccaria interessierte sich für Theologie und Philosophie und beabsichtigte zunächst, Philosophie zu studieren.

### Studium
Am 28. April 1914 immatrikulierte sich Giacometti in der Phil. I-Fakultät der Universität Basel, schrieb sich aber im Wintersemester 1915/1916 an der juristischen Fakultät derselben Universität ein. Am 13. Juli 1916 wechselte er von Basel an die Universität Zürich und schloss dort sein Studium 1919 mit dem Dr. iur. ab. In Zürich wurde er Schüler des berühmten Staatsrechtslehrers Fritz Fleiner (1867–1937), bei dem er über die Trennung von Kirche und Staat dissertierte. Die Habilitationsschrift von 1924 befasste sich mit der Frage der Ausdehnung des öffentlichen Rechts gegenüber dem Zivilrecht in der Rechtsprechung des Bundesgerichts.
1923 heiratete er Gertrud Mezger (1897–1973), die Tochter des SBB-Kreisdirektors von Zürich; die Ehe blieb kinderlos. Seine Frau studierte ebenfalls Recht; sie hatten sich im Haus von Fritz Fleiner kennengelernt.

### Professor in Zürich
1920 arbeitete Giacometti als provisorischer Bundesbeamter in der Justizabteilung des EJPD und 1920–1922 war er als privater Assistent von Fritz Fleiner für die Vollendung von dessen Werk Bundesstaatsrecht tätig. 1922–1927 arbeitete er bei der Zürich Allgemeine Unfall- und Haftpflichtversicherung als Direktionssekretär im Hauptsitz. 1927 ernannte der Zürcher Regierungsrat Giacometti zum ausserordentlichen Professor für öffentliches Recht und Kirchenrecht. 1934–1936 amtierte er als Dekan der rechts- und staatswissenschaftlichen Fakultät; 1936 wurde er als Nachfolger Fleiners Ordinarius und 1954/55 stand er als Rektor der Universität vor.
1960 erkrankte Giacometti und trat 1961 von seiner Professur zurück. Er konnte 1962 etwa das Ehrendoktorat der Handelshochschule St. Gallen nicht mehr selbst entgegennehmen. Am 10. August 1970 starb er nach langem Leiden in Zürich. Sein Grab befindet sich im Bergell auf dem Friedhof der Kirche San Giorgio von Borgonovo.
Die Erben Zaccaria Giacomettis schenkten dessen wissenschaftliche Bibliothek der Bibliothek der rechts- und staatswissenschaftlichen Fakultät der Universität Zürich.

## Schaffen
In seiner Arbeit als Professor setzte sich Giacometti für den Rechtsstaat und die Demokratie ein. Seine staatsphilosophischen Auffassungen basierten vor allem auf der Philosophie von Immanuel Kant und in begrenztem Umfang auf dem Neukantianismus von Hans Kelsen. Dabei bewahrte er eine kompromisslose und konsequente liberale Haltung.  Besonders kommt dies zur Geltung in Giacomettis Kampf gegen das Schweizer Notverordnungsrecht in der Zwischenkriegszeit und während des Zweiten Weltkrieges sowie in seiner Auffassung der Freiheitsrechte.

### Kontroverse über das Notrecht und den autoritären Bundesstaat
Für Giacometti war das Willkürverbot «der allerwichtigste Verfassungsgrundsatz, welcher als positive rechtliche Maxime für gesetzesfreie Verwaltungshandlungen in Frage» komme.
Giacometti kritisierte denn auch heftig den autoritären Charakter der Gesetzgebung in der Zwischenkriegszeit. Die Bundesversammlung griff zu jener Zeit häufig auf die Dringlichkeitsklausel zurück, um das Gesetzesreferendum auszuschalten. Im Zweiten Weltkrieg erteilte die Bundesversammlung dem Bundesrat extrakonstitutionelle Vollmachten.  Dies kommentierte Zaccaria Giacometti folgendermassen: der Bund erscheine «als ein autoritärer Staat mit totalitären Tendenzen» und die Freiheitsrechte seien ausgeschaltet. 1950 hob die Bundesversammlung auf den Druck durch eine Volksinitiative «Rückkehr zur direkten Demokratie» das Vollmachtenregime per Ende 1952 auf.

### Grundrechtstheorie
Giacometti sah die Grundrechte der Bundesverfassung als Ausdruck einer allgemeinen, ungeschriebenen Freiheitsgarantie an. Diese These publizierte er bereits in jungen Jahren und griff sie im Laufe seiner Karriere immer wieder auf, so etwa bei seiner Rektoratsrede an der Universität Zürich 1955:
«Aus dem liberalen Wertsystem und dem Sinn des Kataloges der Freiheitsrechte in der Bundesverfassung lässt sich nämlich folgern, dass die Bundesverfassung jede individuelle Freiheit, die praktisch wird, das heisst durch die Staatsgewalt gefährdet ist, garantiert, und nicht allein die in der Verfassung ausdrücklich aufgezählten Freiheitsrechte.» Dies ist ein weiteres Beispiel für Giacomettis konsequenten Liberalismus. Sein Denken basiert auf der vorausgesetzten Freiheit des Menschen ohne die kein vernünftiger Staat gedacht werden kann. Die Freiheit ist kein naturrechtlich-inhaltliches Postulat, sondern wie bei Kant eine Voraussetzung dafür, dass ein Staat überhaupt erst gedacht werden kann.

## Werke (Auswahl)
- Die Genesis von Cavours Formel Libera chiesa in libero stato. Zürich 1919 (Dissertation).
- Über die Grenzziehung zwischen Zivilrechts- und Verwaltungsrechtsinstituten in der Judikatur des schweizerischen Bundesgerichts. Tübingen 1924 (Habilitationsschrift).
- Die Auslegung der schweizerischen Bundesverfassung. Antrittsrede gehalten am 11. Juli 1925 (= Recht und Staat in Geschichte und Gegenwart. Bd. 39). Tübingen 1925.
- Quellen zur Geschichte der Trennung von Staat und Kirche. Tübingen 1926.
- Das öffentliche Recht der Schweizerischen Eidgenossenschaft, Sammlung der wichtigeren Bundesgesetze, Bundesbeschlüsse und Bundesverordnungen staatsrechtlichen und verwaltungsrechtlichen Inhalts, systematisch zusammengestellt, mit Verweisungen und Sachregister. Zürich 1930; 2. Auflage 1938.
- Die Verfassungsgerichtsbarkeit des Schweizerischen Bundesgerichtes: Die staatsrechtliche Beschwerde. Zürich 1933.
- Das Staatsrecht der schweizerischen Kantone. Zürich 1941; Nachdruck 1979.
- Das Vollmachtenregime der Eidgenossenschaft. Zürich 1945.
- Schweizerisches Bundesstaatsrecht, Neubearbeitung der ersten Hälfte des gleichnamigen Werkes von F. Fleiner, Nachdruck der Ausgabe von 1949. Zürich 1965; weitere Nachdrucke in den Jahren 1969, 1976 sowie 1978.
- Allgemeine Lehren des rechtsstaatlichen Verwaltungsrechts: Allgemeines Verwaltungsrecht des Rechtsstaates. Zürich 1960.
- Ausgewählte Schriften. Hrsg. von Alfred Kölz. Zürich 1994, mit einer Würdigung des Herausgebers (S. 331 ff.).